# Eiblkogel
Eiblkogel är en bergstopp i Österrike.   Den ligger i distriktet Graz-Umgebung och förbundslandet Steiermark, i den östra delen av landet, 140 km sydväst om huvudstaden Wien. Toppen på Eiblkogel är 1 831 meter över havet, eller 265 meter över den omgivande terrängen. Bredden vid basen är 3,0 km.
Terrängen runt Eiblkogel är huvudsakligen kuperad, men västerut är den bergig. Närmaste större samhälle är Leoben, 12,8 km norr om Eiblkogel. 
I omgivningarna runt Eiblkogel växer i huvudsak barrskog. Runt Eiblkogel är det ganska tätbefolkat, med 120 invånare per kvadratkilometer.